# 尼亚兹·普拉托夫
尼亚兹·普拉托夫（Niyaz Pulatov，1998年9月21日—），乌兹别克斯坦男子跆拳道运动员，2018年亚洲运动会男子58公斤级银牌得主、2022年世界跆拳道锦标赛男子63公斤级银牌得主。